# مقاطعة لي (إلينوي)
مقاطعة لي (بالإنجليزية: Lee County)‏ هي إحدى المقاطعات في ولاية إلينوي في الولايات المتحدة الأمريكية.

## أعلام
- هارفي مونرو هال